# Meatballs
Los Incorregibles Albóndigas es una película de comedia canadiense de 1979 dirigida por Ivan Reitman. Se destaca por ser la primera aparición de Bill Murray en un papel protagonista y por el lanzamiento de la carrera como director de Reitman, cuyas comedias posteriores incluyeron El pelotón chiflado (1981) y Los cazafantasmas (1984), también protagonizadas por Murray. Esta película icluyó la primera aparición cinematográfica del actor infantil Chris Makepeace en el papel de Rudy Gerner. Le siguieron varias secuelas, de las cuales solo Los Albóndigas III: Trabajo de Verano (1986) conectaba con la original, a través del personaje de Rudy, interpretado en esta ocasión por Patrick Dempsey.

## Sinopsis
Tripper Harrison lidera un grupo de nuevos monitores en prácticas (CITs) en el Camp North Star, un campamento de verano de bajo presupuesto situado en Ontario. Se dedica a gastar bromas al director del campamento, Morty Melnick, sobre todo sacándole de su cabaña en plena noche para que despierte en los lugares más insospechados.
Rudy Gerner, un chico solitario cuya madre falleció el año anterior, es enviado al campamento por su padre, que está completamente volcado en el trabajo. Pero Rudy no se siente a gusto y decide escaparse. Tripper, al darse cuenta de que al chico le falta confianza en sí mismo, lo sigue hasta una estación de autobuses cercana y se lo lleva de vuelta bajo su protección. Pronto entablan una amistad muy especial, reforzada por las carreras que hacen juntos cada mañana. Mientras ayuda a Rudy a ganar seguridad, Tripper también intenta conquistar a Roxanne, la jefa de monitoras. Otros monitores en prácticas también viven sus propias historias de amor: Candace “rapta” a Crockett en una lancha y le confiesa lo que siente por él; Wheels, que el año anterior había roto con A.L., consigue recuperar la relación durante un baile; y Spaz, el típico empollón, se enamora de Jackie, una chica muy lanzada.
Paralelamente, se intensifica la rivalidad con el Campamento Mohawk, un centro de verano exclusivo al otro lado del lago. En un partido de baloncesto, Mohawk gana claramente y, además, intenta conseguir la victoria de forma poco limpia. Esto marca el inicio de la tradicional Olimpiada anual entre ambos campamentos, que Mohawk ha ganado durante doce años seguidos.
Durante el primer día de competición, Mohawk arrasa, ayudado por trampas descaradas. Crockett no logra superar el salto de altura, a Hardware le dan una paliza en boxeo, y Jackie se lesiona el tobillo jugando al hockey hierba por culpa del juego sucio de dos chicas de Mohawk. Al final del día, el marcador es demoledor: Mohawk 170, North Star 63. Esa noche, en la cabaña principal, Tripper anima a los campistas, desmoralizados, recordándoles que lo importante no es ganar o perder. Todos acaban coreando juntos: “¡No importa nada!”.
Al día siguiente, North Star, lleno de energía renovada, empieza a ganar todas las pruebas. Wheels vence en lucha libre, Spaz derrota a Rhino en una competición de apilar vasos, gracias al apoyo de Jackie y a que consiguen evitar otra trampa de Mohawk, y Fink, tras doce años intentándolo, por fin gana el concurso de comer perritos calientes contra “El Estómago”. North Star está ahora solo a diez puntos de distancia, con una última prueba por delante: una carrera de campo a través de seis kilómetros que vale 20 puntos. Para sorpresa de todos, Tripper elige a Rudy como representante frente a Horse, el corredor estrella de Mohawk. Gracias a todo su entrenamiento junto a Tripper, Rudy consigue ganar la carrera y dar a North Star su primera victoria en la Olimpiada, con un marcador final de 230–220.
Esa noche, Morty, Tripper, Roxanne y los CITs se reúnen en torno a una hoguera, cantando y despidiéndose al final del verano. Rudy ya ha decidido volver el año siguiente, y Roxanne acepta irse a vivir con Tripper. Los dos se marchan en la moto de Tripper, encabezando la salida de los autobuses, mientras Morty se queda atrás, dormido en una cama flotando en medio del lago.

## Reparto
- Bill Murray: Tripper Harrison.
- Chris Makepeace: Rudy Gerner.
- Kate Lynch: Roxanne.
- Harvey Atkin: Morty "Mickey" Melnick.
- Russ Banham: Bobby Crockett.
- Sarah Torgov: Candace.
- Jack Blum: "Spaz".
- Kristine DeBell: A. L.